# Saint-Sever-de-Saintonge
Saint-Sever-de-Saintonge ist eine westfranzösische Gemeinde mit 648 Einwohnern (Stand: 1. Januar 2022) im Département Charente-Maritime in der Region Nouvelle-Aquitaine (vor 2016 Poitou-Charentes). Sie gehört zum Arrondissement Saintes und ist Mitglied im Gemeindeverband Saintes - Grandes Rives - L’Agglo. Die Einwohner werden Saint-Severins und Saint-Severines genannt.

## Geografie

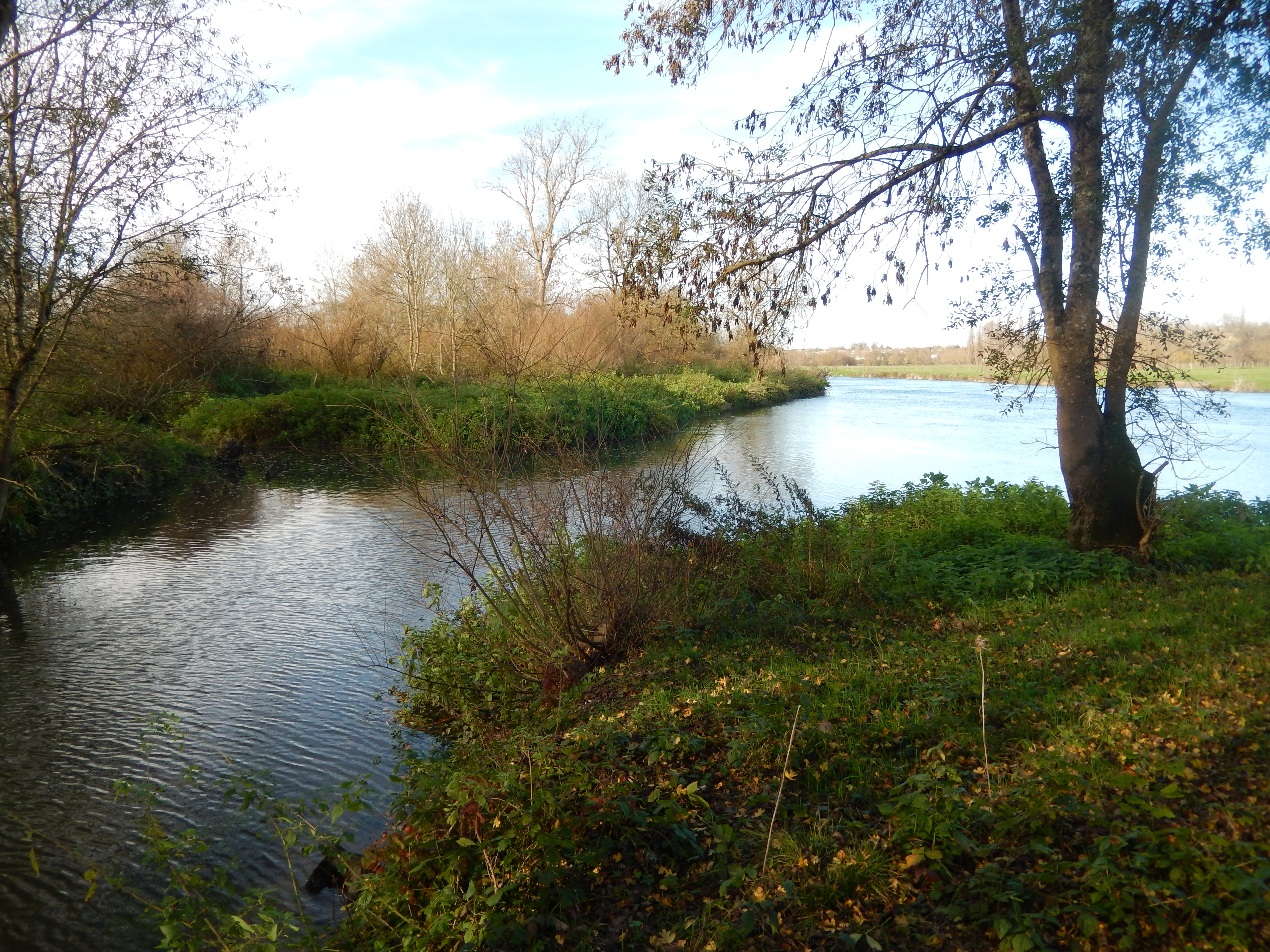
Mündung eines Arms der Seugne in die Charente

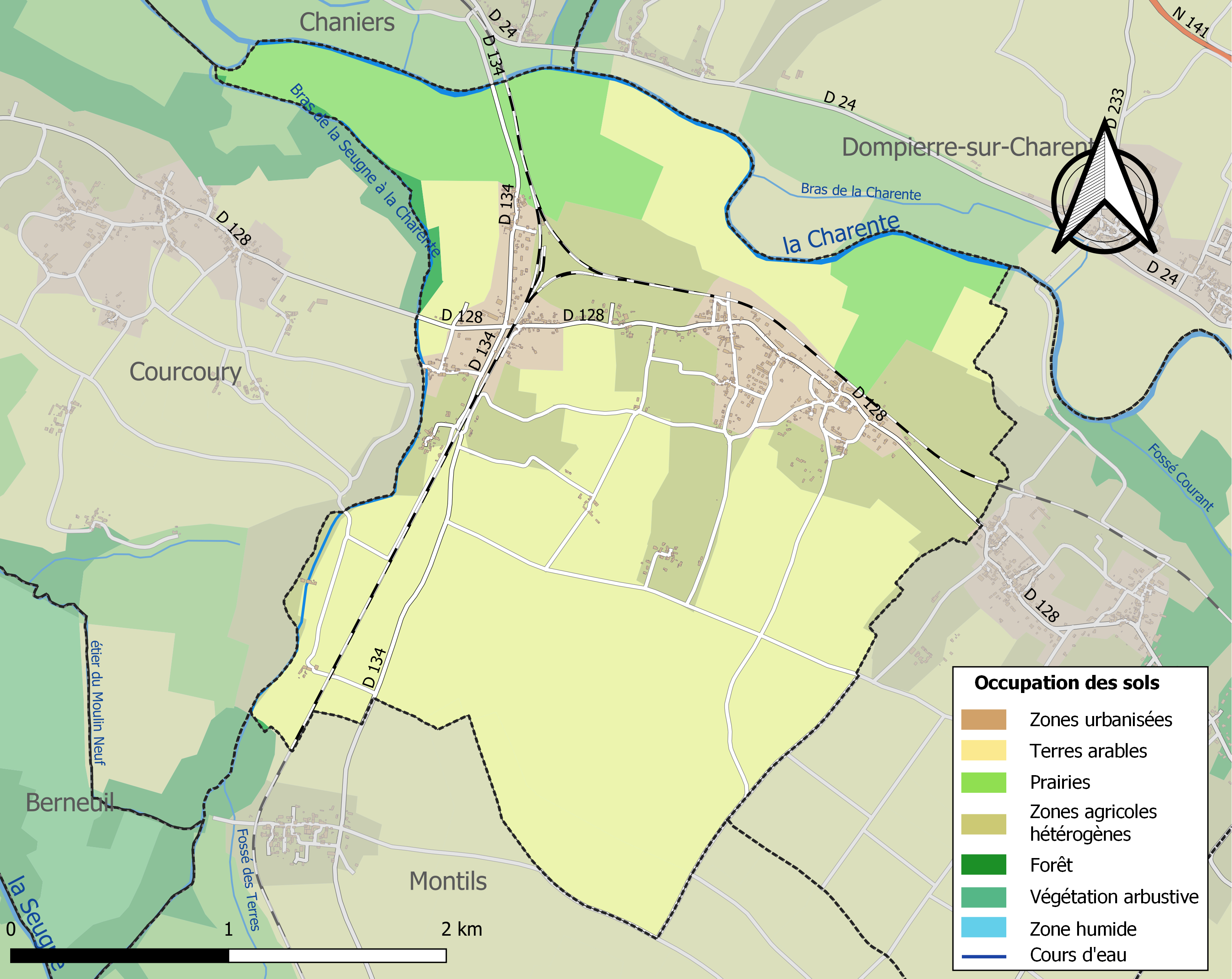
Bodennutzung, Hydrografie und Infrastruktur der Gemeinde (2018)

Saint-Sever-de-Saintonge liegt in der ehemaligen Provinz Saintonge, etwa 10 Kilometer südöstlich von Saintes und etwa 15 Kilometer westlich von Cognac. Das Gebiet der Gemeinde wird von der Charente entwässert, die es im Norden begrenzt, sowie von einem Arm der Seugne, der die Gemeinde im Westen begrenzt und im äußersten Nordwesten in die Charente mündet.
Das Gebiet von Saint-Sever-de-Saintonge ist Teil des Natura 2000-Schutzgebiets „Moyenne vallée de la Charente et Seugnes et Coran“ (FR5400472), des Natura 2000-Schutzgebiets „Vallée de la Charente moyenne et Seugnes“ (FR5412005) und von drei ZNIEFF-Naturgebieten. Der überwältigende Teil der Fläche der Gemeinde wird landwirtschaftlich genutzt, bewaldetes Gelände kommt so gut wie nicht vor.
Umgeben wird Saint-Sever-de-Saintonge von den Nachbargemeinden Chaniers im Norden und Nordwesten, Dompierre-sur-Charente im Norden und Nordosten, Rouffiac im Osten, Montils im Süden sowie Courcoury im Westen.

## Geschichte
Es wurden Siedlungsspuren aus dem Mittelpaläolithikum sowie mehrere Anlagen aus der Bronze- und Eisenzeit identifiziert, die die Besetzung der Ufer der Charente zwischen Saintes und Cognac während der Frühgeschichte bezeugen.
Die alte Römerstraße von Mediolanum santonum (Saintes) nach Vesunna petrucoriorum (Périgueux) führte durch die heutige Gemeinde. Bei Ausgrabungen wurde gallorömische Keramik entnommen.

## Bevölkerungsentwicklung

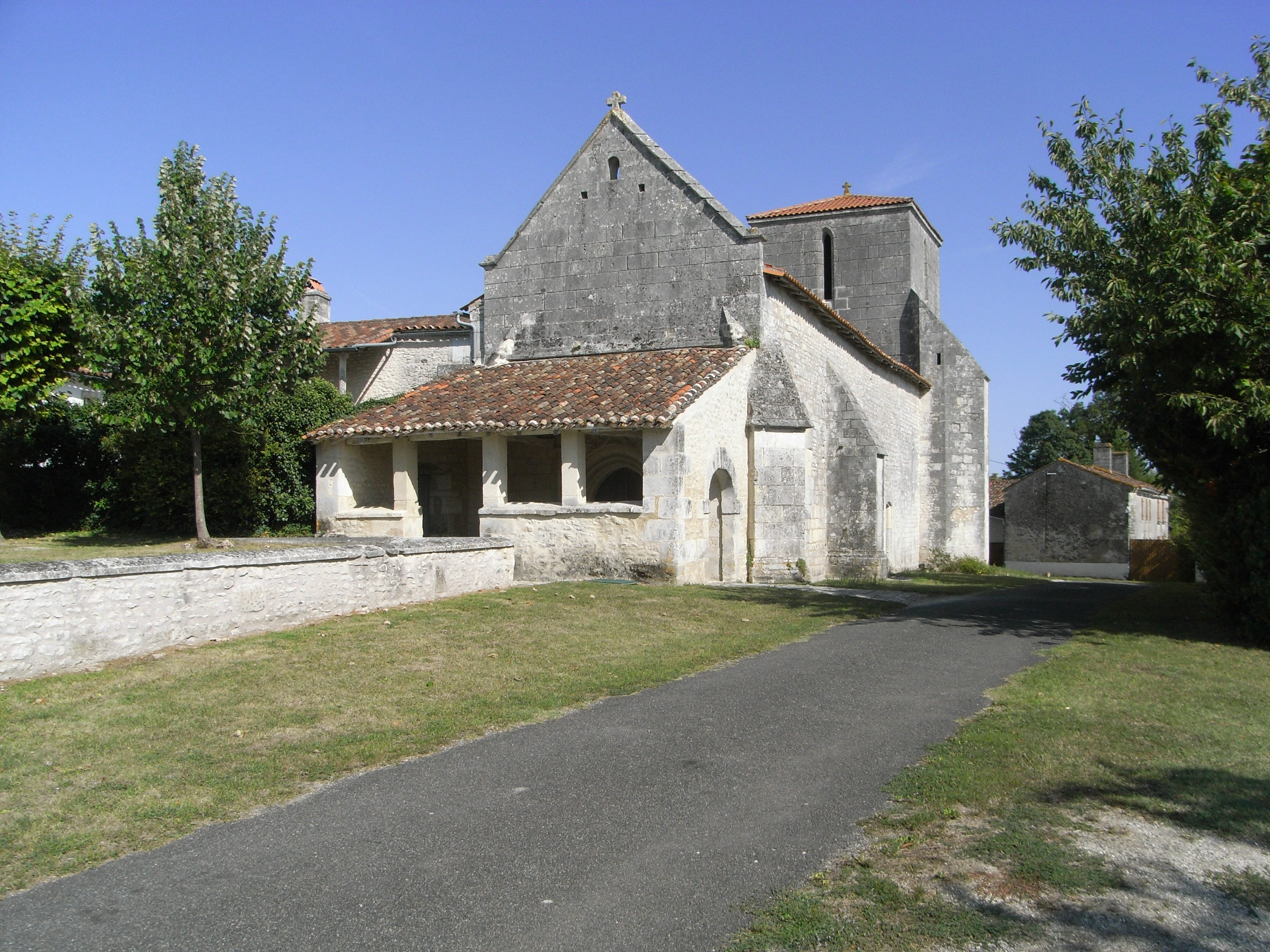
Kirche Saint-Symphorien

| Jahr                       | 1962 | 1968 | 1975 | 1982 | 1990 | 1999 | 2006 | 2013 | 2020 |
| Einwohner                  | 549  | 484  | 462  | 431  | 511  | 588  | 606  | 616  | 638  |
| Quellen: Cassini und INSEE |      |      |      |      |      |      |      |      |      |

## Sehenswürdigkeiten

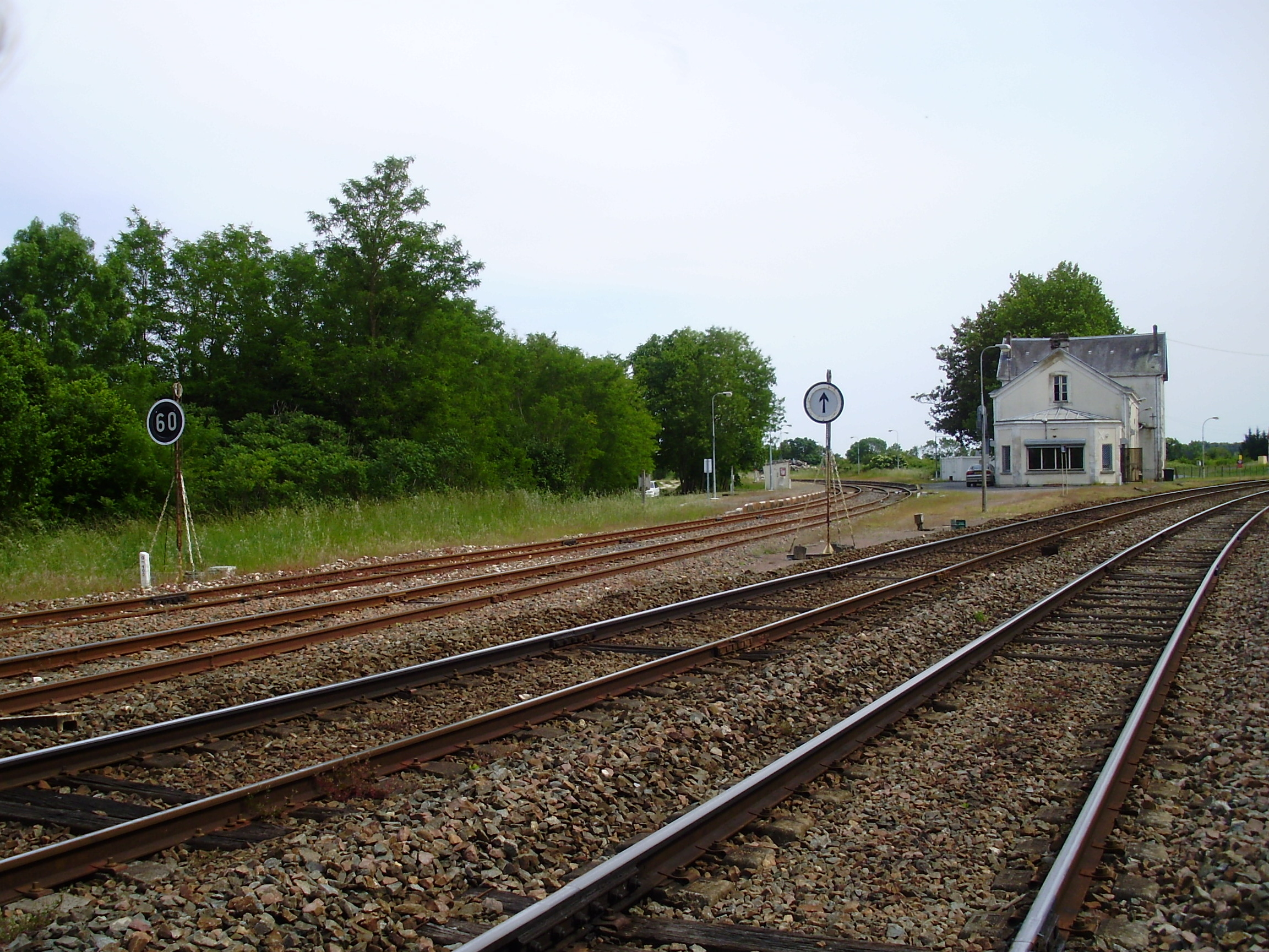
Haltepunkt in Beillant

- Kirche Saint-Symphorien
- Zwei Steinkreuze

## Verkehr
Ein Gleisdreieck der Eisenbahnstrecken Bordeaux/Nantes und Saintes/Angoulême befindet sich auf dem Gemeindegebiet. Züge einer Linie des TER Nouvelle Aquitaine von Royan nach Angoulême bedienen teilweise einen Haltepunkt im Ortsteil Beillant.